# Порт Барингтон (Илиноис)
Порт Барингтон (енгл. Port Barrington) град је у америчкој савезној држави Илиноис.

## Демографија
По попису из 2010. године број становника је 1.517, што је 729 (92,5%) становника више него 2000. године.
| Група             | 2000.       | 2010.         |
| Белци             | 749 (95,1%) | 1.283 (84,6%) |
| Афроамериканци    | 4 (0,5%)    | 18 (1,2%)     |
| Азијати           | 8 (1,0%)    | 109 (7,2%)    |
| Хиспаноамериканци | 22 (2,8%)   | 87 (5,7%)     |
| Укупно            | 788         | 1.517         |